# دانيلو مونتيرو
دانيلو مونتيرو (بالإسبانية: Danilo Montero)‏ هو مغني كوستاريكي، ولد في 1 نوفمبر 1962 في سان خوسيه في كوستاريكا.

## وصلات خارجية
- دانيلو مونتيرو على موقع ميوزك برينز (الإنجليزية)
- دانيلو مونتيرو على موقع ديسكوغز (الإنجليزية)